# Cyrus Chestnut
Cyrus Chestnut (Baltimore (Maryland), 17 januari 1963) is een Amerikaanse jazz-, gospel- en klassieke pianist.

## Biografie
Chestnut kreeg zijn eerste pianoles van zijn vader en speelde op 7-jarige leeftijd piano in de Mount Calvary Star Baptist Church van zijn geboortestad. Hij bezocht het Peabody Institute en studeerde van 1981 tot 1985 jazzcompositie en arrangement aan het Berklee College of Music in Boston. Daar kreeg hij het Eubie Blake lidmaatschap in 1982, de Oscar Peterson studiebeurs in 1983 en de Quincy Jones studiebeurs in 1984. Hij bracht zichzelf muziekgeschiedenis bij, studeerde de werken van jazzmeesterpianisten als Bud Powell, Wynton Kelly en Hank Jones en het werk van gospelartiesten als Clara Ward, Charles Taylor, en Shirley Caesar. Hij studeerde klassieke muziek, compositie en opvoeringspraktijk. Hij werkte als sideman met muzikanten als Donald Harrison, Terence Blanchard, Wynton Marsalis, Freddie Hubbard, Branford Marsalis, Chick Corea, Dizzy Gillespie, George Adams, James Moody, Jon Hendricks, Joe Williams en in de band van Betty Carter.
Sinds begin jaren 1990 bracht hij albums uit als orkestleider en als solist (Blessed Quietness, 1996) bij Atlantic Records en het Japanse label Alfa Jazz. Bij zijn plaatprojecten werkte hij o.a. samen met muzikanten als Christian McBride, James Carter, Joe Lovano, Ron Carter, Billy Higgins, Gary Bartz, Stefon Harris en Lewis Nash. Daarnaast trad hij op in bands als het Lincoln Center Jazz Orchestra, de Dizzy Gillespie Big Band en het Carnegie Hall Jazz Orchestra en werkte hij mee in Robert Altmans film Kansas City.

## Discografie
- 1992: The Nutman speaks, Alfa Jazz
- 1992: The Nutman speaks again, Alfa Jazz
- 1992: Nut
- 1993: Another Direction
- 1993: Revalation
- 1994: Dark Before the Dawn
- 1995: Earth Stories
- 1996: Blessed Quietness
- 1998: Cyrus Chestnut
- 2000: A Charlie Brown Christmas
- 2001: Soul Food
- 2003: You Are My Sunshine
- 2006: Genuine Chestnut

- Bibliothèque nationale de France: cb13967125p (data)
- Gemeinsame Normdatei: 134754514
- International Standard Name Identifier: 0000 0000 5517 0382
- Library of Congress Control Number: n94059553
- MusicBrainz: 4bec6c76-e5fd-4cf2-99d9-52befa313986
- Nationale Bibliotheek van Tsjechië: xx0249509
- Nationale Bibliotheek van Israël: 987007396608105171
- Nederlandse Thesaurus van Auteursnamen: 401177769
- Réseau des bibliothèques de Suisse occidentale: 02-A003100894
- Istituto Centrale per il Catalogo Unico: RMSV577457
- SNAC: w6sn1gcm
- Système universitaire de documentation: 079460992
- Virtual International Authority File: 32190877
- WorldCat: E39PBJvXcXyGpFTbyhmyxqxJjC